# Henri Tuomi
 Henri Tuomi  est un joueur de volley-ball finlandais né le 14 décembre 1982. Il mesure 1,96 m et joue Central.

## Clubs
| Club                 | Pays      | De        | À         |
| -------------------- | --------- | --------- | --------- |
| Raision Loimu        | Finlande  | 2004-2005 | 2005-2006 |
| Santasport Rovaniemi | Finlande  | 2006-2007 | 2007-2008 |
| Eltman               | Allemagne | 2008-2009 | …         |

## Palmarès
- Coupe de Finlande : 2004
- Championnat de Finlande : 2007 ,2008